# Fermín Martínez Ibáñez
Fermín Martínez Ibáñez, también conocido como Fermín, el del banderín (Pamplona, 4 de julio de 1966) ha sido árbitro asistente de fútbol español. Actualmente está adscrito al Comité Navarro de Árbitros de Fútbol en categoría de árbitro auxiliar de fútbol base. Archivado el 20 de marzo de 2017 en Wayback Machine.. Ya con sus cumplidos 50 años sigue arbitrando.

## Trayectoria
Ingresó en la organización arbitral el 1 de septiembre de 1982. De 1982 a 1984 arbitró fútbol base, en la temporada 1984/85 arbitró en Segunda Regional, las dos siguientes temporadas lo hizo en Primera Regional, hasta que en la temporada 1987/88 dio el salto a Regional Preferente de Navarra, categoría en la que arbitró 7 temporadas hasta la campaña 1993/94. Tras su séptima temporada en Preferente, decidió "colgar el silbato" como árbitro principal y pasó al cuerpo de árbitros asistentes, donde comenzó en Segunda División "B" en la temporada 1994/95. En solo una temporada ascendió a Segunda División, donde estuvo 5 temporadas, hasta que en la temporada 2000/01 alcanzó la Primera División. Mientras estaba en Segunda División comenzó a ser el asistente de Alberto Undiano Mallenco, con el que desde entonces no se han separado compartiendo debut en Primera División en 2000, e internacionalidad en 2004. Saltó a la fama a través del programa de Canal+ El día después, desde entonces viene siendo conocido en los medios de comunicación y mundillo futbolístico español, como "Fermín, el del banderín".
El 2 de septiembre de 2007 fue uno de los árbitros asistentes del partido de la Liga Premier de Rusia que arbitró Undiano, correspondiente al derbi moscovita entre el Spartak y el CSKA (1-1). También ha acompañado a Undiano en las ligas de Catar y Arabia Saudí. Fue asistente en la final de Copa del Rey de 2008 entre el Valencia Club de Fútbol y el Getafe Club de Fútbol